# Тихорєцьк (аеродром)
Тихорєцьк — авіабаза Військово-космічних сил Росії, розташована поблизу Тихорєцька Краснодарського краю Росії.
На базі дислокується навчальна авіабаза (627-й навчальний авіаційний полк) з літаками Л-39 «Альбатрос» у складі Краснодарського вищого військового авіаційного училища льотчиків (КВВАУЛ).

## Історія
Тихорєцька навчальна авіабаза відраховує свою історію з моменту формування 131-го авіаційного полку в лютому 1940 на аеродромі Мокре Запорізької області. На його озброєнні у різні роки стояли різні типи літальних апаратів: «І-16» (1940-43), «ЛаГГ-3» (з 1942), «Ла-5» (з 1943), «Ла-7» (з 1945), «Ла-9» (з 1949), «МіГ-15» (з 1950), «МіГ-17» (з 1952), «МіГ-19» (з 1959), «Л-29» (з 1969), «Л-39» (з 1985). З 1945 року полк називається 40-й гвардійський. А у березні 2011 року полк стає навчальною авіаційною базою.
В місті Тихорєцьк, поряд з авіабазою, встановлено пам'ятник навчальному літаку Л-39.

## Катастрофи та інциденти
- 25 березня 2020 року літак Л-39 здійснив зліт з аеродрому в Тихорєцьку, ним керував курсант останнього курсу КВВАУЛ Володимир Іванов. Пілот загинув під час падіння літака[5][6].
- 13 серпня 2020 року увечері розбився навчальний літак Л-39. Інструктор та курсант 3 курсу КВВАУЛ катапультувались[7].